# Nuoto ai Giochi della XVI Olimpiade
Le gare di nuoto ai Giochi della XVI Olimpiade vennero disputate dal 29 novembre al 7 dicembre 1956 allo stadio del nuoto di Melbourne. 
Rispetto a Helsinki 1952 vennero introdotte le gare dello stile farfalla rispettivamente 100 metri per le donne e 200 per gli uomini per un totale di 7 gare maschili e 6 gare femminili.

## Programma
| Nuoto ai Giochi della XVI Olimpiade | Nuoto ai Giochi della XVI Olimpiade | Nuoto ai Giochi della XVI Olimpiade | Nuoto ai Giochi della XVI Olimpiade | Nuoto ai Giochi della XVI Olimpiade | Nuoto ai Giochi della XVI Olimpiade | Nuoto ai Giochi della XVI Olimpiade | Nuoto ai Giochi della XVI Olimpiade | Nuoto ai Giochi della XVI Olimpiade | Nuoto ai Giochi della XVI Olimpiade | Nuoto ai Giochi della XVI Olimpiade | Nuoto ai Giochi della XVI Olimpiade | Nuoto ai Giochi della XVI Olimpiade | Nuoto ai Giochi della XVI Olimpiade | Nuoto ai Giochi della XVI Olimpiade | Nuoto ai Giochi della XVI Olimpiade | Nuoto ai Giochi della XVI Olimpiade | Nuoto ai Giochi della XVI Olimpiade |
| Eventi / Giorni                     | Novembre/Dicembre 1956              | Novembre/Dicembre 1956              | Novembre/Dicembre 1956              | Novembre/Dicembre 1956              | Novembre/Dicembre 1956              | Novembre/Dicembre 1956              | Novembre/Dicembre 1956              | Novembre/Dicembre 1956              | Novembre/Dicembre 1956              | Novembre/Dicembre 1956              | Novembre/Dicembre 1956              | Novembre/Dicembre 1956              | Novembre/Dicembre 1956              | Novembre/Dicembre 1956              | Novembre/Dicembre 1956              | Novembre/Dicembre 1956              | Novembre/Dicembre 1956              |
| Eventi / Giorni                     | 22                                  | 23                                  | 24                                  | 25                                  | 26                                  | 27                                  | 28                                  | 29                                  | 30                                  | 1                                   | 2                                   | 3                                   | 4                                   | 5                                   | 6                                   | 7                                   |                                     |
| ----------------------------------- | ----------------------------------- | ----------------------------------- | ----------------------------------- | ----------------------------------- | ----------------------------------- | ----------------------------------- | ----------------------------------- | ----------------------------------- | ----------------------------------- | ----------------------------------- | ----------------------------------- | ----------------------------------- | ----------------------------------- | ----------------------------------- | ----------------------------------- | ----------------------------------- | ----------------------------------- |
| Gare maschili                       |                                     |                                     |                                     |                                     |                                     |                                     |                                     |                                     |                                     |                                     |                                     |                                     |                                     |                                     |                                     |                                     |                                     |
| 100 sl                              |                                     |                                     |                                     |                                     |                                     |                                     |                                     | Batt. & Semif.                      | Finale                              |                                     |                                     |                                     |                                     |                                     |                                     |                                     |                                     |
| 400 sl                              |                                     |                                     |                                     |                                     |                                     |                                     |                                     |                                     |                                     | Batterie                            |                                     |                                     | Finale                              |                                     |                                     |                                     |                                     |
| 1500 sl                             |                                     |                                     |                                     |                                     |                                     |                                     |                                     |                                     |                                     |                                     |                                     |                                     |                                     | Batterie                            |                                     | Finale                              |                                     |
| 100 dorso                           |                                     |                                     |                                     |                                     |                                     |                                     |                                     |                                     |                                     |                                     |                                     |                                     | Batterie                            | Semif.                              | Finale                              |                                     |                                     |
| 200 rana                            |                                     |                                     |                                     |                                     |                                     |                                     |                                     |                                     | Batterie                            |                                     |                                     |                                     |                                     |                                     | Finale                              |                                     |                                     |
| 200 farfalla                        |                                     |                                     |                                     |                                     |                                     |                                     |                                     |                                     | Batterie                            | Finale                              |                                     |                                     |                                     |                                     |                                     |                                     |                                     |
| 4x200 sl                            |                                     |                                     |                                     |                                     |                                     |                                     |                                     |                                     |                                     | Batterie                            |                                     | Finale                              |                                     |                                     |                                     |                                     |                                     |
| Gare femminili                      |                                     |                                     |                                     |                                     |                                     |                                     |                                     |                                     |                                     |                                     |                                     |                                     |                                     |                                     |                                     |                                     |                                     |
| 100 sl                              |                                     |                                     |                                     |                                     |                                     |                                     |                                     | Batteria                            | Semif.                              | Finale                              |                                     |                                     |                                     |                                     |                                     |                                     |                                     |
| 400 sl                              |                                     |                                     |                                     |                                     |                                     |                                     |                                     |                                     |                                     |                                     |                                     |                                     |                                     | Batterie                            |                                     | Finale                              |                                     |
| 100 dorso                           |                                     |                                     |                                     |                                     |                                     |                                     |                                     |                                     |                                     |                                     |                                     | Batterie                            |                                     | Finale                              |                                     |                                     |                                     |
| 200 rana                            |                                     |                                     |                                     |                                     |                                     |                                     |                                     | Batterie                            | Finale                              |                                     |                                     |                                     |                                     |                                     |                                     |                                     |                                     |
| 100 farfalla                        |                                     |                                     |                                     |                                     |                                     |                                     |                                     | Batterie                            | Finale                              |                                     |                                     |                                     |                                     |                                     |                                     |                                     |                                     |
| 4x100 sl                            |                                     |                                     |                                     |                                     |                                     |                                     |                                     |                                     |                                     |                                     |                                     |                                     | Batterie                            |                                     | Finale                              |                                     |                                     |

## Podi

### Maschili
| Evento                           | Oro                                                             | Perform. | Argento                                                               | Perform. | Bronzo                                                                              | Perform. |
| Stile libero                     |                                                                 |          |                                                                       |          |                                                                                     |          |
| 100 metri (dettagli)             | Jon Henricks                                                    | 55"4     | John Devitt                                                           | 55"8     | Gary Chapman                                                                        | 56"7     |
| 400 metri (dettagli)             | Murray Rose                                                     | 4'27"3   | Tsuyoshi Yamanaka                                                     | 4'30"4   | George Breen                                                                        | 4'32"5   |
| 1500 metri (dettagli)            | Murray Rose                                                     | 17'58"9  | Tsuyoshi Yamanaka                                                     | 18'00"3  | George Breen                                                                        | 18'08"2  |
| Staffetta 4x200 metri (dettagli) | Australia Kevin O'Halloran John Devitt Murray Rose Jon Henricks | 8'23"6   | Stati Uniti Dick Hanley George Breen William Tripp Woolsey Ford Konno | 8'31"5   | Unione Sovietica Vitalij Sorokin Vladimir Stružanov Gennadij Nikolaev Boris Nikitin | 8'34"7   |
| Dorso                            |                                                                 |          |                                                                       |          |                                                                                     |          |
| 100 metri (dettagli)             | David Theile                                                    | 1'02"2   | John Monckton                                                         | 1'03"2   | Frank McKinney                                                                      | 1'04"5   |
| Rana                             |                                                                 |          |                                                                       |          |                                                                                     |          |
| 200 metri (dettagli)             | Masaru Furukawa                                                 | 2'34"7   | Masahiro Yoshimura                                                    | 2'36"7   | Kharis Yunichev                                                                     | 2'36"8   |
| Farfalla                         |                                                                 |          |                                                                       |          |                                                                                     |          |
| 200 metri (dettagli)             | William Yorzyk                                                  | 2'19"3   | Takashi Ishimoto                                                      | 2'23"8   | György Tumpek                                                                       | 2'23"9   |

### Femminili
| Evento                           | Oro                                                            | Perform. | Argento                                                          | Perform. | Bronzo                                                                   | Perform. |
| Stile libero                     |                                                                |          |                                                                  |          |                                                                          |          |
| 100 metri (dettagli)             | Dawn Fraser                                                    | 1'02"0   | Lorraine Crapp                                                   | 1'02"3   | Faith Leech                                                              | 1'05"1   |
| 400 metri (dettagli)             | Lorraine Crapp                                                 | 4'54"6   | Dawn Fraser                                                      | 5'02"5   | Sylvia Ruuska                                                            | 5'07"1   |
| Staffetta 4x100 metri (dettagli) | Australia Dawn Fraser Faith Leech Sandra Morgan Lorraine Crapp | 4'17"1   | Stati Uniti Sylvia Ruuska Shelley Mann Nancy Simons Joan Rosazza | 4'19"2   | Sudafrica Natalie Myburgh Susan Roberts Moira Abernethy Jeanette Myburgh | 4'25"7   |
| Dorso                            |                                                                |          |                                                                  |          |                                                                          |          |
| 100 metri (dettagli)             | Judy Grinham                                                   | 1:12.9   | Carin Cone                                                       | 1:12.9   | Margaret Edwards                                                         | 1:13.1   |
| Rana                             |                                                                |          |                                                                  |          |                                                                          |          |
| 200 metri (dettagli)             | Ursula Happe                                                   | 2'53"1   | Éva Székely                                                      | 2'54"8   | Eva-Maria ten Elsen                                                      | 2'55"1   |
| Farfalla                         |                                                                |          |                                                                  |          |                                                                          |          |
| 100 metri (dettagli)             | Shelley Mann                                                   | 1'11"0   | Nancy Ramey                                                      | 1'11"9   | Mary Sears                                                               | 1'14"4   |

## Medagliere
| Posizione | Paese            |    |    |    | Totale |
| --------- | ---------------- | -- | -- | -- | ------ |
| 1         | Australia        | 8  | 4  | 2  | 14     |
| 2         | Stati Uniti      | 2  | 4  | 5  | 11     |
| 3         | Giappone         | 1  | 4  | 0  | 5      |
| 4         | Germania         | 1  | 0  | 1  | 2      |
| 4         | Gran Bretagna    | 1  | 0  | 1  | 2      |
| 6         | Ungheria         | 0  | 1  | 1  | 2      |
| 7         | Unione Sovietica | 0  | 0  | 2  | 2      |
| 8         | Sudafrica        | 0  | 0  | 1  | 1      |
| Totale    | Totale           | 13 | 13 | 13 | 39     |